# 马修·卡德尔
马修·卡德尔（英語：Matthew Carder，1993年6月16日—），蘇格蘭男子羽毛球運動員。

## 簡歷
马修·卡德尔在4歲時開始跟隨姊姊，在愛丁堡一家俱樂部打羽毛球，及至7歲初次參加比賽。
2016年9月，马修·卡德尔出戰斯洛伐克公開賽，在男單決賽以3比0（11-6、11-7、11-6）擊敗保加利亞的伊万·鲁塞夫，贏得個人首個公開賽冠軍。
2017年8月，卡德尔參加蘇格蘭格拉斯哥舉行的世界羽毛球錦標賽，出戰男子單打項目，首圈就以0比2（19-21、11-21）不敵俄羅斯的弗拉基米尔·马尔科夫出局。

## 主要比賽成績
只列出曾進入準決賽的國際賽事成績：
| 年份   | 賽事                 | 公開賽級別 | 項目     | 拍檔           | 成績   |
| ------ | -------------------- | ---------- | -------- | -------------- | ------ |
| 2016年 | 斯洛伐克羽毛球公開賽 | 未來系列賽 | 男子單打 | －             | 冠軍   |
| 2016年 | 保加利亞羽毛球國際賽 | 未來系列賽 | 男子單打 | －             | 準決賽 |
| 2017年 | 斯洛伐克羽毛球公開賽 | 未來系列賽 | 男子單打 | －             | 亞軍   |
| 2017年 | 斯洛伐克羽毛球公開賽 | 未來系列賽 | 男子雙打 | Danny Leinster | 準決賽 |

| 2007-2017年 | 首要超級賽 | 超級賽 | 黃金大獎賽 | 大獎賽 | 國際挑戰賽 | 國際系列賽 | 未來系列賽 | 其他 |

| 2018-2026年 | 總決賽 | 超級1000賽 | 超級750賽 | 超級500賽 | 超級300賽 | 超級100賽 | 國際挑戰賽 | 國際系列賽 | 未來系列賽 | 其他 |

### 奧運會和世錦賽參賽紀錄
|          | 2017 |
| -------- | ---- |
| 男子單打 | 64強 |